# Massacro di New Orleans del 1866
Il massacro di New Orleans del 1866 ebbe luogo nella città statunitense di New Orleans (Louisiana) il 30 luglio 1866 quando una dimostrazione pacifica, in gran parte di uomini di colore liberi, fu attaccata da una folla di facinorosi bianchi, molti dei quali erano stati militari dei recentemente sconfitti Stati Confederati d'America, provocando un massacro su larga scala. La violenza scoppiò davanti all'Istituto Meccanico, luogo di una riconvocata Convenzione Costituzionale della Louisiana. Il Partito repubblicano della Louisiana aveva organizzato la Convenzione, poiché i suoi membri erano indignati dall'entrata in vigore dei Black Codes e rifiutavano l'estensione del voto alle persone di colore. I bianchi del Partito Democratico consideravano la Convenzione convocata come illegale ed erano ostili verso i tentativi repubblicani di incrementare il loro potere nello stato. Il massacro "ebbe origine da profondamente radicate cause politiche, sociali ed economiche" ed ebbe luogo in parte a causa della battaglia tra "due opposte fazioni per il potere e le cariche." Secondo i rapporti ufficiali vi furono 38 morti e 146 feriti, tra i quali 34 morti e 119 feriti erano persone di colore. Stime non ufficiali davano numeri più alti. Gilles Vandal stimò da 40 a 50 persone di colore uccise e più di 150 ferite. Altri hanno sostenuto che quasi 200 persone siano state uccise. In aggiunta, tre bianchi partecipanti alla convenzione furono uccisi, come un bianco che protestava.
Durante gran parte della guerra di secessione, New Orleans era stata occupata e sottoposta alla legge marziale imposta dall'Unione. Il 12 maggio 1866, il sindaco John T. Monroe, un democratico che aveva ardentemente sostenuto la Confederazione, era stato reinserito come sindaco, la carica che ricopriva prima della guerra. Il giudice R. K. Howell era stato eletto presidente della Convenzione, con il compito di incrementare la partecipazione dei probabili elettori che avrebbero votato per la rimozione dei Black Codes.
Il massacro fu l'espressione di conflitti profondamente radicati nella struttura sociale della Louisiana. Esso fu una continuazione della guerra: più della metà dei bianchi erano veterani confederati e quasi la metà degli uomini di colore erano veterani dell'esercito unionista. La reazione nazionale di sdegno ai primi disordini di Memphis del 1866 e al massacro di New Orleans contribuirono al raggiungimento della maggioranza dei voti per i Repubblicani Radicali in entrambe le camere del Congresso nelle elezioni di medio termine negli Stati Uniti. I disordini catalizzarono il sostegno al XIV emendamento, estendendo il suffragio e la piena cittadinanza ai liberti e alle Leggi di Ricostruzione, per stabilire i distretti militari per il governo nazionale nelle aree oltremare degli Stati Uniti meridionali e l'opera di cambiamento della loro situazione sociale.

## La tensione cresce
La Convenzione Costituzionale dello Stato del 1864 autorizzava maggiori libertà civili agli uomini di colore nella Louisiana pur non prevedendo ancora per loro i diritti di voto. Le persone di colore libere che erano di razza mista, erano state una parte importante di New Orleans per più di un secolo ed erano sistemati come una classe separata nel periodo coloniale, prima dell'annessione del territorio agli Stati Uniti nel 1803. 
Molti erano istruiti, avevano delle proprietà e desideravano il diritto di voto. Inoltre i Repubblicani avevano lo scopo di estendere ilo diritto di voto agli schiavi liberati e di eliminare i Black Codes passati nella legislazione. Essi riconvocarono la Convenzione e riuscirono a ottenere i loro scopi.
I bianchi Democratici, considerarono ampiamente la convenzione riconvocata come illegale, poiché dissero che gli elettori, allora solo bianchi, avevano accettato la costituzione. In aggiunta essi addussero argomenti legali: il presidente eletto, Howell, aveva lasciato la Convenzione prima della sua conclusione e non era quindi da considerare come membro, la Costituzione era stata accettata dalla gente, e i radicali, solo 25 dei quali erano presenti alla Convenzione del 1864, non costituivano una maggioranza della Convenzione originale.
Il 27 luglio, i sostenitori di colore della Convenzione, compresi all'incirca 200 veterani di guerra, s'incontrarono sui gradini dell'Istituto Meccanico. Essi furono commossi dai discorsi degli attivisti dell'abolizionismo, in particolare di Anthony Paul Dostie e dell'ex governatore della Louisiana Michael Hahn. Gli uomini proposero una parata all'Istituto Meccanico il giorno della Convenzione per mostrare il loro sostegno.

## Il massacro
La convenzione iniziò al mezzogiorno del 30 luglio, ma la mancanza del quorum causò lo spostamento alle 1:30. Quando i membri della convenzione lasciarono l'edificio, essi incontrarono i marciatori di colore con la loro banda musicale. All'angolo tra le vie Common e Dryades, dall'Istituto Meccanico, un gruppo di bianchi armati stavano aspettando gli uomini di colore che marciavano. Questo gruppo era composto in gran parte da conservatori democratici che si opponevano all'abolizione dello schiavismo; molti erano ex-Confederati che volevano distruggere la convenzione e la minaccia che l'incremento del potere economico e politico degli uomini di colore rappresentava nello Stato per la supremazia bianca.
Non si sa quale fu il gruppo ad aprire il fuoco per primo, ma in pochi minuti nelle vie si svolse una battaglia. I marciatori di colore erano impreparati e molti di loro anche disarmati: essi si dispersero rapidamente, con molti che cercarono rifugio nell'Istituto Meccanico. La folla bianca attaccò brutalmente quella di colore sulla strada e alcuni entrarono anche nell'edificio:
(Ron Chernow, Grant (2017))
Le truppe federali reagirono per sedare la rivolta e incarcerarono molti insorti bianchi. Il governatore dichiarò la città sotto legge marziale fino al 3 agosto.
Quasi 200 persone furono uccise, quasi tutti Afro-Americani, incluso Victor Lacroix.

## Reazione
La reazione della nazione ai disordini di New Orleans, insieme con i disordini di Memphis del 1866, fu una delle maggiori preoccupazioni della strategia di ricostruzione e del desiderio di un cambio di leadership. Nelle elezioni di medio termine del 1866, il Partito Repubblicano, incrementò ulteriormente la sua maggioranza, ottenendo infine il 77% dei seggi al Congresso, il che consentì loro di superare qualsiasi veto da parte del Presidente democratico Andrew Johnson, che si era opposto alla garanzia di pari diritti agli uomini di colore liberi.
In entrambe le Camere del Congresso, la fazione nota come "Repubblicani Radicali" prevalse e impose termini di Ricostruzione molto duri agli Stati della ex Confederazione.
All'inizio del 1867, la prima Legge di Ricostruzione passò contro il veto del Presidente Johnson – per fornire un maggior controllo nel Sud. Furono istituiti distretti militari per governare la regione fino a che la violenza poté essere soppressa e istituito un sistema politico più democratico. Con questa legge, la Louisiana fu assegnata al Quinto Distretto Militare. Soldati e capi ex-confederati, gran parte dei quali erano sostenitori bianchi del Partito Democratico, furono provvisoriamente privati dei diritti elettorali e fu rafforzato il diritto di voto per le persone di colore libere. I politici associati ai tumulti furono privati dei loro incarichi.